# 1371 Resi
Az 1371 Resi (ideiglenes jelöléssel 1935 QJ) egy kisbolygó a Naprendszerben. Karl Wilhelm Reinmuth fedezte fel 1935. augusztus 31-én, Heidelbergben.